# Constantin Koser
Constantin Koser OFM (auch: Constantino Koser; * 9. Mai 1918 in Curitiba, Bundesstaat Paraná, Brasilien; † 19. Dezember 2000 in  Petrópolis, Bundesstaat Rio de Janeiro, Brasilien) war ein brasilianischer Franziskaner. Von 1965 bis 1979 leitete er den Franziskanerorden als 115. Generalminister.

## Leben
Constantino Koser besuchte das Seminar (Schule mit Internat) der südbrasilianischen Franziskanerprovinz von der Unbefleckten Empfängnis und trat 1935 in diese Ordensprovinz ein.
Am 10. Mai 1939	legte er die feierlichen Gelübde ab. Die Priesterweihe empfing er am 12. Juli 1941. Er war als Lektor für dogmatische Theologie in seiner Provinz tätig. Von 1951 bis 1953 hielt er sich zum weiterführenden Studium in Deutschland auf und wurde am 22. Mai 1953 in Freiburg im Breisgau Summa cum Laude in Theologie promoviert. 
Er kehrte nach Brasilien zurück, lehrte am Theologischen Institut der Provinz von der Unbefleckten Empfängnis in Petrópolis und war Direktor der katechetischen Abteilung der Diözese Petrópolis. Er initiierte erstmals in Brasilien einen Theologie-Lehrgang für Ordensleute und organisierte im Januar 1956 den ersten Theologischen Kongress in Brasilien, der in Salvador da Bahia stattfand.
In seiner Ordensprovinz war er von 1956 bis 1959 Mitglied des Definitoriums. Im Juli 1958 erhielt er den Titel eines Lector Generalis und wurde als Vertreter des Franziskanerordens Mitglied der Internationalen Marianischen Päpstlichen Akademie. Das Generalkapitel des Ordens wählte ihn 1963 zum Generaldefinitor für Lateinamerika. Beim Zweiten Vatikanischen Konzil war er Berater des Generalministers und Konzilsvaters Agostino Sepinski und nahm an den Versammlungen der brasilianischen Bischöfe teil. Nachdem Sepinksi von Papst Paul VI. zum Apostolischen Delegaten in Jerusalem und Palästina ernannt worden war, wurde Constantin Koser am 3. November 1965 zum Generalvikar des Franziskanerordens bestimmt und nahm für einige Wochen als Konzilsvater an der vierten Sitzungsperiode des Konzils teil. 
Im Mai 1967 wählte das Generalkapitel der Franziskaner in Assisi Koser zum 115. Generalminister mit Sitz in Rom. Er wurde beim Kapitel 1973 in Madrid wiedergewählt und übte dieses Amt bis zum 3. Juni 1979 aus. In seiner Amtszeit wurden die Generalkonstitutionen des Franziskanerordens an die Vorgaben des Zweiten Vatikanischen Konzils für die Ordensgemeinschaften, vor allem des Dekrets über die zeitgemäße Erneuerung des Ordenslebens Perfectae caritatis, angepasst. 1971 fand dazu ein außerordentliches Generalkapitel in Medellín (Kolumbien) statt. 1976 lud Koser zu einem weiteren außerordentlichen Generalkapitel in Assisi ein aus Anlass des 750. Jahrestags des Todes von Ordensgründer Franz von Assisi. 1967 gehörte Constantin Koser zu den Vertretern der Ordensgemeinschaften bei der ersten Bischofssynode in Rom, 1979 nahm er auf Einladung von Papst Paul VI. mit Stimmrecht an der Lateinamerikanischen Bischofskonferenz in Puebla (Mexiko) teil.  
Nach Beendigung seiner Amtszeit kehrte er nach Petrópolis zurück und war in der Folgezeit als Berater bei den Generalkapiteln verschiedener Orden und als Mitglied anderer Konferenzen tätig. Insgesamt bekam er für sein Wirken die Ehrendoktorwürde von vier Universitäten. Er ist bei der Herz-Jesu-Kirche in Petrópolis beigesetzt.

## Veröffentlichungen
- Unser Leben mit Gott in der Welt von heute. Dietrich-Coelde-Verlag, Werl (Westf.) 1972 (= Bücher franziskanischer Geistigkeit Bd. 16; übersetzt von Julian Stephan).